# Mydaea humeralis
Mydaea humeralis este o specie de muște din genul Mydaea, familia Muscidae, descrisă de Robineau-desvoidy în anul 1830. Conform Catalogue of Life specia Mydaea humeralis nu are subspecii cunoscute.